# 鏻
在化學中，鏻，又稱鏻離子、磷鎓离子或磷正离子，是由膦（或磷化氫）分子衍生出的正一价、帶1個正電荷的離子。是磷化氫分子，由磷提供孤電子對而被質子化（與氫離子配位結合）後產生的正離子，其化學式為PH4+。其在化學反應中有類似於金屬離子的特性。

## 命名
鏻離子是磷化氫分子質子化（與氫離子配位結合）所形成的鎓離子。由於化學性質類似於金屬離子，因此其名稱來自「磷」與金屬的組合。
鏻的英文名稱「Phosphonium」來自於「Phosphine」（膦）和「-ium」組成，類似於銨的命名，其也加上了表示金屬元素的字尾「-ium」。而中文則是將「膦」的偏旁改成金部，變為「鏻」，做為這種陽離子的名稱。由于化学性质类似于金属离子，這也是這種離子被命名為“鏻”的原因之一。而鏻（phosphonium）本身也代表化學式為PR+
4的多原子陽離子
。而鏻鹽（phosphonium salt）則代表含有鏻離子（PH4+）的鹽，例如碘化鏻（PH4+I-）或者含有四價磷的相關有機衍生物，如季鏻鹽（四級鏻鹽），常見的例子有氯化四苯基鏻（(C6H5)4P+ Cl−）和碘化四甲基鏻（[P(CH3)4]+I−）。而在部分字典中，鏻則表示所有含磷的有機化合物的總稱。

## 結構
鏻與銨、鉮類似，都是氮族元素的氫化物被質子化後的產物，其皆擁有相似的分子結構，為正四面體型的分子，並且與甲烷互為等電子體。

## 衍生物
- 季𬭸鹽：鏻的氫原子被取代的衍生物
直接含有PH4+離子的鹽十分少見，但這種離子是製備有工業上用途的四羥甲基氯化鏻時所需要的反應中間體[10]：
PH3 + HCl + 4 CH2O → P(CH
2OH)+
4Cl−

有機鏻鹽是實驗室中的常用試劑。具有P-H鍵有機鏻鹽可透過膦的質子化製備：
PR3 + H+ → HPR+
3
許多有機季鏻陽離子（PR+
4）是透過有機膦的烷基化來製備。甲基三苯基碘化鏻，即维蒂希試劑的前體，就是利用將三苯基膦與碘甲烷反應來生成：
PPh3 + CH3I → CH
3PPh+
3I−

而四苯基鏻陽離子（PPh+
4）是一種有用的沉澱劑，其效果與用於相轉移催化的季銨鹽類似。
  - 碘化四苯基鏻（化学式：(C6H5)4PI）
- 碘化鏻（化學式：PH4I）

## 相關物質
- 連鏻（化學式：P2H5+）：如同銨和𨥙，聯膦亦能被質子化成正離子[11]。